# Uwe Bein
Uwe Bein, est un footballeur allemand né le 26 septembre 1960 à Heringen. Il évoluait au poste de milieu de terrain.

## Biographie
Bien qu'il ait commencé sa carrière professionnelle en 1978 aux Kickers Offenbach, ce milieu offensif n'obtiendra sa première cape internationale que tardivement, à 29 ans en 1989. Joueur discret, peu médiatique, mais de l'avis des spécialistes, l'un des meilleurs techniciens allemands toutes générations confondues, Uwe Bein participera à la Coupe du monde 1990. Il jouera 4 matchs du tournoi et inscrira 1 but. Vainqueur de la compétition, il ne sera pas retenu par le nouveau sélectionneur Berti Vogts pour l'Euro 1992. Rappelé par Vogts en 1993, il ne sera cependant pas retenu pour jouer la Coupe du monde 1994.
La Coupe du monde 1990 est le seul titre de son palmarès de joueur. Malgré une longue carrière en club, Uwe Bein n'a jamais remporté la Bundesliga (meilleure place : 3e en 1985, 1990,1992 et 1993). Il a été finaliste de la Coupe UEFA en 1986 avec le FC Cologne.
Lors d'une interview menée en 2020 par le média Osthessen News, Uwe Bein indique être toujours actif dans le milieu du football et réside à Bad Hersfeld, en Allemagne.

## Carrière
- 1978-1984 : Kickers Offenbach  Allemagne
- 1984-1987 : FC Cologne  Allemagne
- 1987-1989 : Hambourg SV  Allemagne
- 1989-1994 : Eintracht Francfort  Allemagne
- 1994-1997 : Urawa Red Diamonds  Japon
- 1997-1998 : VfB Giessen  Allemagne
- 300 matchs de Bundesliga, 91 buts[2].

## Palmarès
- 17 sélections et 3 buts avec l'équipe d'Allemagne entre 1989 et 1993
- Vainqueur de la Coupe du monde 1990 avec l'Allemagne
- Finaliste de la Coupe UEFA en 1986 avec Cologne